# Talamanca de Jarama
Talamanca de Jarama é um município da Espanha na província e comunidade autónoma de Madrid, de área 39,36 km² com população de 2293 habitantes (2007) e densidade populacional de 47,74 hab/km².

## Demografia
| Variação demográfica do município entre 1991 e 2004 | Variação demográfica do município entre 1991 e 2004 | Variação demográfica do município entre 1991 e 2004 | Variação demográfica do município entre 1991 e 2004 |
| --------------------------------------------------- | --------------------------------------------------- | --------------------------------------------------- | --------------------------------------------------- |
| 1991                                                | 1996                                                | 2001                                                | 2004                                                |
| 1100                                                | 1334                                                | 1658                                                | 1877                                                |